# César Charlone
|  | No s'ha de confondre amb César Charlone (cineasta). |

César Charlone (1895 - 1973), fou un polític uruguaià pertanyent al Partit Colorado. Va ser el primer Vicepresident de l'Uruguai de 1934 a 1938, durant la presidència de Gabriel Terra Leivas.
Posteriorment es va exercir com a Ministre d'Hisenda, nomenat per Óscar Diego Gestido i continuant després amb Jorge Pacheco Areco (30 d'octubre de 1967 -2 d'abril de 1970), acompanyat a la subsecretaria per Francisco Forteza. Durant el seu ministeri es van implementar les principals mesures econòmiques del règim de Pacheco: mercat de canvis unificat, acord amb el FMI, creació de COPRIN, i es va nomenar Alejandro Végh Villegas al capdavant de l'OPP.
Substituït transitòriament per Armando Malet, va retornar en aquesta cartera ministerial el 26 d'octubre de 1970, romanent fins al 16 d'abril de 1971. Va morir dos anys després, el 1973, a Montevideo.